# Vivaldi (ウェブブラウザ)
Vivaldi（ヴィヴァルディ）は、Vivaldi Technologies社によって開発されているウェブブラウザである。2016年に安定版が初公開された。Google Chromeの拡張機能や、旧Operaのようなマウスジェスチャーに対応するなど両者の特徴を併せ持ち、軽量設計となっている。

## 概要
Vivaldi Technologiesは、オペラ・ソフトウェアの創設者の1人でありCEOであったヨン・スティーブンソン・フォン・テッツナーによって設立された。"A new browser for our friends"（私たちの友人のための新しいブラウザ）をスローガンとしており、技術者、インターネットのヘビーユーザ、OperaのレンダリングエンジンがPrestoからBlinkへと変更されたことに伴い多くの機能が削除されてしまったことに不満を抱く、かつてのOperaユーザを主な対象としている。創業者の1人にCOOの冨田龍起がいる。開発は主にノルウェー・オスロ、アイスランド・レイキャビーク、アメリカ・グロスターにて行われる。
レンダリングエンジンは現行のOperaと同じくBlinkを使用している。当初はオペラ・ソフトウェアにPrestoの使用を交渉したが許可を得られなかったとのことで、開発側はVivaldiが軌道に乗れば、自社で改めてレンダリングエンジンを開発する可能性も視野に入れたいとしている。
植林検索エンジンEcosiaの他、ユーザーのプライバシーを重視し、同様の路線を歩む検索エンジンDuckDuckGo、Startpage.comなどがデフォルト検索エンジンに入っている。
2019年9月、Android版のベータバージョンがリリースされ、2020年4月に正式公開された。また、Android Automotive OSで使用できる初めてのブラウザである。

### 名称の由来
名称は、同名の近世ヨーロッパの作曲家・アントニオ・ヴィヴァルディに由来する。「覚えやすくて、世界中で知られていて、革新的な名前」だったからと、「ヴィヴァルディの音楽が当時とても革新的だとされていた」からと、「革新的なブラウザを作っていきたいという思いを込めて」という理由が挙げられている。

### 採用
2021年9月、Linuxディストリビューションの一つであるManjaroのCinnamonエディションにおけるデフォルトブラウザとして採用された。
同年12月、Android Automotive OS初のブラウザとして、ポールスターのポールスター・2で利用可能となった。2022年5月、ルノーのメガーヌ E-Tech エレクトリックやオーストラルなど、同社のインフォテインメント・システムであるOpenR Linkを搭載した車で利用できるようになった。
2022年1月、Planet ComputersのスマートフォンであるAstro Slide 5Gに標準搭載された。

## 歴史
フォン・テッツナーがオペラ社を2010年に去った後、2013年4月にオペラ社はブラウザのレンダリングエンジンを、従来開発していたPrestoからGoogle Chromeでも利用されているWebKitに切り替えると発表し、ChromeがレンダリングエンジンをBlinkに切り替えると、その後追いをした。しかし新生Operaブラウザは多くのユーザーに不満を抱かせる出来だった。そしてオペラ社によって2014年3月に閉鎖されたMy Operaに代わるバーチャルコミュニティサイトとしてフォン・テッツナーはVivaldi.netを開設した。彼は、My OperaのコミュニティこそがOperaのありようを決定する助けになると信じており、オペラ・ソフトウェアによるコミュニティ閉鎖の決定を快く思っていなかった。彼はVivaldi.netがまた、2015年に新しい会社Vivaldi Technologiesを興す道に繋がるものでもあると発言し、2016年には新たなブラウザVivaldi1.0を公開して旧Operaの精神を復活させた。
- 2018年9月 - バージョン2に。同期機能を搭載[32]。
- 2020年4月 - バージョン3に。トラッカー・広告ブロック機能を搭載。Android版を同時リリース[23]。
  - 3.4からシューティングゲーム 「Vivaldia」も付属[33]。
- 2021年6月 - バージョン4に。ウェブページ翻訳機能、ベータ版のメール、カレンダー、フィードリーダーを搭載[34]。
- 2021年12月 - バージョン5に。テーマ共有機能や翻訳パネルを搭載[35]。また、Android版ではタブレットやChromebook向けにもデザインを最適化[36]。
- 2022年6月 - Vivaldi メールが正式版の1.0に。パソコン版ブラウザ内蔵のメールクライアント・カレンダー・フィードリーダー[37]。

## 特徴
Chromiumをベースに、パワーユーザー向けの機能やカスタマイズ性を重視した機能が搭載されている。ある程度の機能はVivaldi TipsページやVivaldi HELPページにて解説されているが、その後追加された機能も多い。
Google Chrome/Chromiumと異なる点として以下が挙げられる。

### 多くのカスタマイズ項目
Vivaldiではタブバーやメニューバーの位置など、細部に至るまで多くの設定項目が存在する。サイトのテーマ色に合わせてウィンドウの色を変えるカメレオンカラーという機能もある。またSnapshot版2218.3より、メニューバーや右クリックした時に出てくる各種コンテキストメニューに、項目を追加したり削除できるようになっている。
安定版5.0より、ユーザーが作成したテーマを共有できるようになった。

### 充実したタブ強化
複数のタブをまとめるタブスタックや、タブの読み込みを中止してリソースの消費を減らすタブの休止、マウスオーバーによるタブプレビュー、同一ウィンドウ内で複数ページを開くタブタイリングなど、大量のタブを同時に開くようなユーザー向けの機能が搭載されている。
なお、Chrome 85でタブプレビュー、タブグルーピングというタブスタックに類似する機能が追加されている。

### スピードダイヤル
登録したWEBサイトに素早くアクセス出来るブックマークに似た機能。サイトを画像で表示するので管理しやすい。

### マウスジェスチャー
Operaの流れを汲み、拡張機能無しでマウスジェスチャーを使用できる。殆どの機能にマウスジェスチャーを割り当てられる他、F2キーから開けるクイックコマンドを利用することでキーボードのみでも殆どの操作が可能である。

### パネル
サイドバーにWEBサイトのモバイル版を表示できる機能である。パネルの非表示は手動のほか、非アクティブ時に自動でもできるため邪魔になりにくい。
WEBサイトのほかに「メモ」「ブックマーク」「ダウンロード」「閲覧履歴」「翻訳」などもパネル上に表示できる。

### プライバシー
プライバシーを守るために、Chromiumの同期機能は使わず独自に実装された同期機能が存在する。そのためVivaldi独自の設定や機能についても同期できる。
またプライベートウィンドウとそうでないウィンドウで検索エンジンを切り替えられる。

### 拡張機能
Chromiumベースの利点としてGoogle Chrome向けの拡張機能を利用できる。

### 動画ポップアウト機能
動画をスクリーンの任意の場所で再生し続けられる、ピクチャー・イン・ピクチャー(PiP)機能に対応している。Snapshot 3119.4から音量のコントロールができるようになった。

### 広告・トラッカーブロック
DuckDuckGoなどのトラッカーブロックリストやEasyListなどの広告ブロックリストが内蔵され、ブラウジング中に使用できる。また、Cookieの同意ポップアップ除去のリストも内蔵されており、オプションで有効にできる。これらのソースリストは、設定からユーザー自身で管理できる。
内蔵された広告ブロッカーは、サードパーティの拡張機能の広告ブロッカーと比較してメモリ消費が軽く互換性の問題が起きない利点がある、としている。

### QRコードでのURLシェア
表示ページのURLをQRコードで生成し、他のデバイスで読み取ることでそのページに行ける。同期機能でもURLは送れるが、同期していないデバイスにも共有できるのが利点である。
なお、Chrome 85で同様の機能が追加されている。

### メール、カレンダー 、RSS
Snapshot版2115.4からプレビュー段階の機能としてメール、カレンダー、RSSリーダーが搭載された。Snapshot版2312.3より、ベータ版に移行した。2022年6月 Vivaldi メールが正式版の1.0に。パソコン版ブラウザ内蔵のメールクライアント・カレンダー・フィードリーダーとなった。

### 翻訳
デスクトップ版はSnapshot版2238.3より、Android版はSnapshot版2278.3より、iOS版はSnapshot版3537.3より、プレビュー段階の機能としてウェブページの翻訳機能が搭載された。Chromeとは異なり、Google 翻訳ではなくVivaldiのサーバー上でホストできるLingvanexの翻訳エンジンを使用している。安定版4.0より正式搭載された。
安定版5.0時点で、ウェブページ翻訳のほかにページ上のテキストの選択によるインライン翻訳や、パネル上でも翻訳が可能である。

### コマンドチェイン
ユーザーが任意でカスタマイズできる一連のコマンド（コマンドチェイン）を組む機能である。コマンドチェインをキーボードショートカットやマウスジェスチャーで実行することで、たとえば長文のコンテンツを読みやすくするため「全画面表示にして→リーダーモードに切り替える」、ある商品の複数サイトでの販売状況を比較するため「A通販サイトの検索エンジンで検索→B通販サイトの検索エンジンで検索→タブスタックする→左右に並べて表示」といった複雑な動作を1つのアクションで実行できる。コマンドの総数は200以上に及ぶ。

### タブレット向けの最適化
Android版は、安定版5.0よりタブレット使用者向けにデザインの最適化を行っており、タブレットブラウザとしては初めて内蔵パネルを導入した。

## バージョン履歴

### デスクトップ
| バージョン | リリース日     | 主な新機能など |
| ---------- | -------------- | --- |
| TP 1       | 2015年1月27日  | タブスタック、メモパネル、スピードダイヤル、ブックマークマネージャー、ダウンロードマネージャー、クイックコマンド、マウスジェスチャー、ページアクション、サイドバー、カラータブ、ビジュアルタブ、最近閉じたタブ、ショートカット |
| TP 2       | 2015年3月5日   | ブックマークバー、オンデマンドの画像読み込み、早送り、空間ナビゲーション |
| TP 3       | 2015年4月28日  | タブスタックタイリング、見えないページマーカー、ネイティブウィンドウ、自動アップデート、個人データインポート、オンデマンドプラグイン、バックグラウンドのタブ読み込み表示 |
| TP 4       | 2015年7月16日  | スタートアップオプション、配色テーマ、高DPIサポート、タブのピン留め、タスクマネージャー |
| Beta 1     | 2015年11月3日  | ウェブパネル、クロームレスUI、タブのビジュアルナビゲーション、プライベートウィンドウ、ページ読み込み進行状況表示、入力履歴一覧、スムーズスクロール、Geolocationのサポート、HTML5 h.264のサポート、拡張機能のサポート |
| 1.0        | 2016年4月7日   | |
| 1.1        | 2016年4月26日  | 他のすべてのタブを閉じる機能、タブ終了時のアクティブ化オプション |
| 1.2        | 2016年6月2日   | カスタムマウスジェスチャー、タブ毎の拡大設定、新規タブの任意ページ設定、新しいタブショートカット、対応言語の追加(52言語対応) |
| 1.3        | 2016年8月11日  | ブラウザーのテーマ、マウスジェスチャーの改善、WebRTCの無効可能化、Linux向けの改善 |
| 1.4        | 2016年9月8日   | テーマのスケジュール設定、ごみ箱アイコンの中クリックで閉じたタブの復活、多様なWEBパネル幅に対応 |
| 1.5        | 2016年11月22日 | タブ管理の強化、メモへのスクリーンショット自動追加機能、リーダービューボタン、Philips Hueとのテーマ連携、デルタアップデートへの移行 |
| 1.6        | 2016年12月15日 | タブの通知、タブスタックの名前変更機能、ドメインによるタブ選択 |
| 1.7        | 2017年2月8日   | ステータスバーにスクリーンショットボタンを追加、タブ消音機能 |
| 1.8        | 2017年3月29日  | 視覚的な履歴検索機能、履歴サイドパネル、ドラッグアンドドロップによるメモ作成機能、高度なタブミュート |
| 1.9        | 2017年4月27日  | デフォルト検索エンジンにEcosiaを追加、拡張機能の表示順序変更機能、スクリーンショットの保存ディレクトリの変更オプション |
| 1.10       | 2017年6月15日  | スピードダイヤルの外観カスタマイズ機能強化、開発者ツールのドッキング |
| 1.11       | 2017年8月10日  | 高度なリーダービュー機能、GIFアニメーションの一括非アクティブ化機能、マウスジェスチャーの感度調整機能、スピードダイヤルのサムネイルのオプション追加、アプリアイコンを変更 |
| 1.12       | 2017年9月20日  | 画像プロパティ表示機能、ダウンロードパネルの機能強化、ウェブサイトのアクセントカラーの彩度調整機能 |
| 1.13       | 2017年11月17日 | ウィンドウパネル、ダウンロード機能の強化 |
| 1.14       | 2018年1月31日  | リーダービューに縦書きモード追加、メモ機能でMarkdown記法のサポート、再配置可能なウェブパネル、検索エンジンの並べ替え |
| 1.15       | 2018年4月25日  | ウィンドウ背景に画像を選択可能化、ブックマーク機能強化 |
| 2.0        | 2018年9月26日  | ブックマークや一部設定などの同期、パネルのオーバーレイ表示と自動閉機能、タイリングした画面のリサイズ、タブサイクラーのリスト表示、ショートカットキー追加、タブスタック内で開く新しいタブの自動タイリング、ファビコン表示によるウェブパネル・スピードダイヤルの提案機能、ウェルカムページ刷新、デフォルトテーマ刷新、タブの最小幅設定オプション |
| 2.1        | 2018年10月25日 | クイックコマンドでのメモ作成・検索、クイックコマンドでのウェブページ・UIの拡大・縮小、AV1のサポート |
| 2.2        | 2018年12月13日 | 選択したタブをセッションとして保存、ウィンドウメニューで最初の9つのタブに数字を割り当て、サイト固有のアクセスキーを検出・表示、履歴の中クリックで新規タブ表示、スピードダイヤルから検索、クイックコマンドで閉じたタブのリストを確認、PIP対応、アクティブタブ以外のミュート機能、アドレスバーとツールバーのカスタマイズ強化                     |
| 2.3        | 2019年2月6日   | アクティブタブと新規タブの自動スタック、アドレスバーの候補リストに「頻繁に訪れたページ」追加、キャプチャー画像のデフォルト名変更オプション |
| 2.4        | 2019年3月27日  | ツールバーのボタン位置カスタマイズ、複数タブを選択してブックマーク、複数ユーザー・ゲストプロファイルのサポート、クイックコマンドに電卓機能追加 |
| 2.5        | 2019年5月8日   | Razer Chromaデバイスとのテーマ連携機能、タブの選択コマンド追加、スピードダイヤルのサイズ調整 |
| 2.6        | 2019年6月20日  | 不正な広告のブロック、プロファイル管理機能更新、パスワード検索、ウィンドウパネルで未読タブ明示、ページ内検索結果のリンクを開く機能、検索欄で検索エンジンのファビコン表示オプション、Razer Chromaとのテーマ連携にヘッドセット追加 |
| 2.7        | 2019年8月21日  | 非アクティブタブのミュートオプション、ユーザープロファイルの改善、Flash Playerプラグインのオプション追加、ステータスバーの読み込み情報表示、macOSの安定性向上 |
| 2.8        | 2019年9月19日  | |
| 2.9        | 2019年10月31日 | メニューバーのアップデート、通知の初期設定 |
| 2.10       | 2019年12月19日 | ユーザーエージェント変更、OS設定に合わせたテーマ変更オプション |
| 2.11       | 2020年2月12日  | ポップアウト再生のアイコン追加、OS設定に合わせてデフォルトテーマ適用、F6キーでUI遷移 |
| 3.0        | 2020年4月22日  | トラッカーブロッカー・広告ブロッカー追加、空間ナビゲーション強化、ステータスバーに時計表示、タイマー・アラーム機能追加。なおタイマーにはポモドーロ・タイマー用プリセット・ボタン(Pomodoro)が予め用意されているが、元々は搭載されてなかったらしく急遽搭載したらしい。                                                                           |
| 3.1        | 2020年6月11日  | メモ管理機能、メニューバー項目の編集オプション |
| 3.2        | 2020年8月5日   | ポップアウト動画のミュートボタン追加 |
| 3.3        | 2020年9月7日   | ブレイクモード、プライベートウィンドウのデフォルトテーマ追加、アドレスバーのベースドメイン強調表示機能、アドレスバーのURLのディレクトリ切り取り機能、ページ全体ブロック機能をサポート、スピードダイヤルをドラッグ＆ドロップでフォルダに整理 |
| 3.4        | 2020年10月15日 | コンテキストメニューの項目設定、タブの自動リロード機能、Vivaldia（ゲーム）追加 |
| 3.5        | 2020年12月8日  | タブ管理機能改善、メディア再生改善、アドレスバーからQRコード生成、メニューのカスタマイズ、カスタム言語追加設定 |
| 3.6        | 2021年1月28日  | 二段タブスタック |
| 3.7        | 2021年3月17日  | パフォーマンス向上、Apple M1プロセッサへの対応、ウェブパネルの自動リロード、ホスト別タブスタック機能、ウェブページ上のコンテキストメニュー編集オプション、クイックコマンドの改善 |
| 3.8        | 2021年4月29日  | Cookie同意ポップアップ除去機能、FLoCの無効化、パネルデザイン変更、ブックマーク機能強化、クイックコマンド機能強化 |
| 4.0        | 2021年6月9日   | ウェブページ翻訳機能、デフォルトレイアウトの設定、ベータ版のメール、カレンダー、フィードリーダー |
| 4.1        | 2021年7月27日  | アコーディオンタブ、コマンドチェイン機能 |
| 4.2        | 2021年9月15日  | インライン翻訳、QRコード生成機能強化、ウェブパネルのスクロール対応、デフォルト検索エンジンにNeeva追加（米国向け） |
| 4.3        | 2021年10月7日  | スクリーンショット機能強化、同期UI改善、ダウンロードパネル改良、GoogleによるIdle 検出 APIを無効化、108の言語翻訳に対応、ベータ版機能の調整、プログレッシブウェブアプリ（PWA）に対応 |
| 5.0        | 2021年12月2日  | 共有可能なカスタムテーマ、翻訳パネル、翻訳の高速化、ダウンロードポップアップ |
| 5.1        | 2022年2月9日   | タブバーの横スクロール対応、リーディングリスト、スタートページにクイック設定ボタンを追加 |
| 5.2        | 2022年4月6日   | リーディングリストパネルの追加、リーディングリスト同期、プライバシー統計情報の表示 |
| 5.3        | 2022年6月1日   | ツールバーの完全なカスタマイズ、ブラウザ設定のリセット機能、検索エンジン設定の同期 |

### Android
| バージョン | リリース日    | 主な新機能など |
| ---------- | ------------- | --- |
| Beta 1     | 2019年9月9日  | 暗号化された同期、スクリーンキャプチャー、スピードダイヤル、リッチテキストをサポートしたメモ機能、プライベートタブ、ブックマークマネージャー、最近閉じたタブ、検索エンジンのニックネーム、リーダーモード、タブの複製、ダウンロードマネージャー |
| Beta 2     | 2019年12月5日 | スピードダイヤルのカスタマイズ、常時デスクトップサイト表示オプション、ごみ箱を空にするボタン追加、検索ウィジェット、UI更新、安定性の向上、Chromebookのサポート                                                                                 |
| 3.0        | 2020年4月22日 | 広告ブロッカー・トラッカーブロッカー追加 |
| 3.1        | 2020年6月9日  | リンクを新しい前面/背面タブで開く、ウェブコンテンツ用のダークモード |
| 3.2        | 2020年8月12日 | カスタムブロッカーリスト、タブスイッチャーナビゲーションの下部配置オプション |
| 3.3        | 2020年9月10日 | アドレスバーのボトム表示オプション、ページ全体ブロッキングのサポート |
| 3.5        | 2020年12月3日 | 終了時のデータクリアオプション、WebRTCブロードキャストIPの無効化オプション、パネル上でのメモ・ブックマークの並び替えオプション、メモの並び替えオプション                                                                                       |
| 3.6        | 2021年2月4日  | ページアクション、QRコードスキャナ、スピードダイヤルの中サイズアイコンオプション、スピードダイヤルのソート機能、 外部ダウンロードマネージャーのサポート                                                                                        |
| 3.7        | 2021年3月17日 | ブックマーク編集UIの刷新、メジャーアップデート後に新規タブで更新ページを開く、ウェルカムページ |
| 3.8        | 2021年4月29日 | カスタム言語設定、Cookie同意ポップアップ除去機能、スタートページボタンの追加オプション |
| 4.0        | 2021年6月9日  | ウェブページ翻訳機能 |
| 4.1        | 2021年8月4日  | 「新しいタブを開く」時のタブの位置設定、タブスタックを有効・無効にするオプション、ブラウザ内で外部アプリのリンクを開く機能 |
| 4.2        | 2021年9月15日 | デフォルト検索エンジンにNeeva追加（米国向け） |
| 4.3        | 2021年10月7日 | タブスタックツールバーを追加、同期UI改善、GoogleによるIdle 検出 APIを無効化、108の言語翻訳に対応 |
| 5.0        | 2021年12月2日 | 二段型タブスタック、タブUI改善、タブレット向けサイドパネル |
| 5.1        | 2022年2月9日  | テーマカラー、タブの最小幅設定、パフォーマンス向上 |
| 5.2        | 2022年4月6日  | リーディングリスト、翻訳パネル追加 |
| 5.3        | 2022年6月1日  | タブスタックの名前変更、アドレスバーのスワイプジェスチャー、翻訳パネルの言語選択、検索エンジン設定 |

## 収益方法
外部からの投資やユーザーの個人データ販売は行っておらず、検索エンジン「DuckDuckGo、StartPage、Ecosia、Yahoo!、Bing、Yandex」およびブックマーク「Booking.com、eBay、Kayak、Start.me、Amazon、AliExpress、Tripadvisor、Airbnb」などとのパートナー契約によりユーザーがそれらを使用することで収益としている。Googleは含まれていない。
また、Vivaldiグッズの販売や、クレジットカードからの寄付の受け入れも行っている。
ダイレクトマッチという検索についての機能がSnapshot 3152.3から追加された。
検索欄に語句を入力し表示された候補のうち、パートナー契約がある企業名の横に「ダイレクトマッチ」と表示され、それをクリックするとVivaldiの収益となる仕組み。パートナー契約企業名は人気のあるブランド名のみで、またマッチはローカルファイル (“direct-match-mapping.json”) に記載されたキーワードに対して行われる仕組みのため、この機能でユーザーデータが送信されることは無いとしている。
実装時点ではアメリカ合衆国の市場でのみ収益化が適用され、アメリカ以外で機能を有効にしても収益には反映されない。

## シェア
全体の市場占有率は1%にも満たないが、2017年時点でVivaldi利用者のうち15%は日本のユーザーであり、その占める割合は利用者の中で一番多かった。2022年1月現在では、国別シェアのトップはアメリカ合衆国であり、日本は僅差で2位となっている。
2019年12月にVivaldiブラウザのユーザーエージェントがChromeになったことに伴い、それ以降のVivaldiのシェアは実態に反して小さく報告される可能性がある。
なお、Vivaldiのアクティブユーザーは、2022年6月現在でデスクトップ版・モバイル版を合わせて240万人以上であり、現在も増加中であるとしている。

### 世界のシェア
| Desktop Browser Market Share Worldwide（Oct 2018）             | Desktop Browser Market Share Worldwide（Oct 2018） | Desktop Browser Market Share Worldwide（Oct 2018） | Desktop Browser Market Share Worldwide（Oct 2018） | Desktop Browser Market Share Worldwide（Oct 2018） |
| -------------------------------------------------------------- | -------------------------------------------------- | -------------------------------------------------- | -------------------------------------------------- | -------------------------------------------------- |
| ブラウザ                                                       |                                                    |                                                    |                                                    | シェア                                             |
| Chrome                                                         | Chrome                                             |                                                    | 68.77%                                             | 68.77%                                             |
| Firefox                                                        | Firefox                                            |                                                    | 10.42%                                             | 10.42%                                             |
| IE                                                             | IE                                                 |                                                    | 6.22%                                              | 6.22%                                              |
| Safari                                                         | Safari                                             |                                                    | 5.86%                                              | 5.86%                                              |
| Edge                                                           | Edge                                               |                                                    | 4.29%                                              | 4.29%                                              |
| Opera                                                          | Opera                                              |                                                    | 2.29%                                              | 2.29%                                              |
| UC Browser                                                     | UC Browser                                         |                                                    | 0.78%                                              | 0.78%                                              |
| Yandex Browser                                                 | Yandex Browser                                     |                                                    | 0.4%                                               | 0.4%                                               |
| Coc Coc                                                        | Coc Coc                                            |                                                    | 0.23%                                              | 0.23%                                              |
| Chromium                                                       | Chromium                                           |                                                    | 0.16%                                              | 0.16%                                              |
| QQ Browser                                                     | QQ Browser                                         |                                                    | 0.13%                                              | 0.13%                                              |
| Sogou Explorer                                                 | Sogou Explorer                                     |                                                    | 0.09%                                              | 0.09%                                              |
| Maxthon                                                        | Maxthon                                            |                                                    | 0.08%                                              | 0.08%                                              |
| Mozilla                                                        | Mozilla                                            |                                                    | 0.06%                                              | 0.06%                                              |
| Vivaldi                                                        | Vivaldi                                            |                                                    | 0.05%                                              | 0.05%                                              |
| 360 Safe Browser                                               | 360 Safe Browser                                   |                                                    | 0.03%                                              | 0.03%                                              |
| Whale Browser                                                  | Whale Browser                                      |                                                    | 0.02%                                              | 0.02%                                              |
| Pale Moon                                                      | Pale Moon                                          |                                                    | 0.02%                                              | 0.02%                                              |
| SeaMonkey                                                      | SeaMonkey                                          |                                                    | 0.01%                                              | 0.01%                                              |
| Other                                                          | Other                                              |                                                    | 0.06%                                              | 0.06%                                              |
| “Desktop Browser Market Share Worldwide”. 2018年10月11日閲覧。 |                                                    |                                                    |                                                    |                                                    |

### 日本のシェア
| Desktop Browser Market Share Japan（Oct 2018）             | Desktop Browser Market Share Japan（Oct 2018） | Desktop Browser Market Share Japan（Oct 2018） | Desktop Browser Market Share Japan（Oct 2018） | Desktop Browser Market Share Japan（Oct 2018） |
| ---------------------------------------------------------- | ---------------------------------------------- | ---------------------------------------------- | ---------------------------------------------- | ---------------------------------------------- |
| ブラウザ                                                   |                                                |                                                |                                                | シェア                                         |
| Chrome                                                     | Chrome                                         |                                                | 53.43%                                         | 53.43%                                         |
| IE                                                         | IE                                             |                                                | 18.08%                                         | 18.08%                                         |
| Firefox                                                    | Firefox                                        |                                                | 9.93%                                          | 9.93%                                          |
| Safari                                                     | Safari                                         |                                                | 9.44%                                          | 9.44%                                          |
| Edge                                                       | Edge                                           |                                                | 7.39%                                          | 7.39%                                          |
| Opera                                                      | Opera                                          |                                                | 0.69%                                          | 0.69%                                          |
| Vivaldi                                                    | Vivaldi                                        |                                                | 0.22%                                          | 0.22%                                          |
| Sleipnir                                                   | Sleipnir                                       |                                                | 0.18%                                          | 0.18%                                          |
| QQ Browser                                                 | QQ Browser                                     |                                                | 0.15%                                          | 0.15%                                          |
| Sogou Explorer                                             | Sogou Explorer                                 |                                                | 0.12%                                          | 0.12%                                          |
| Maxthon                                                    | Maxthon                                        |                                                | 0.08%                                          | 0.08%                                          |
| Pale Moon                                                  | Pale Moon                                      |                                                | 0.05%                                          | 0.05%                                          |
| UC Browser                                                 | UC Browser                                     |                                                | 0.04%                                          | 0.04%                                          |
| Chromium                                                   | Chromium                                       |                                                | 0.04%                                          | 0.04%                                          |
| Coc Coc                                                    | Coc Coc                                        |                                                | 0.04%                                          | 0.04%                                          |
| Mozilla                                                    | Mozilla                                        |                                                | 0.03%                                          | 0.03%                                          |
| SeaMonkey                                                  | SeaMonkey                                      |                                                | 0.02%                                          | 0.02%                                          |
| Lunascape                                                  | Lunascape                                      |                                                | 0.02%                                          | 0.02%                                          |
| 360 Safe Browser                                           | 360 Safe Browser                               |                                                | 0.02%                                          | 0.02%                                          |
| Other                                                      | Other                                          |                                                | 0.03%                                          | 0.03%                                          |
| “Desktop Browser Market Share Japan”. 2018年10月11日閲覧。 |                                                |                                                |                                                |                                                |